# Terra Bella (bedrijf)
Terra Bella (voorheen Skybox Imaging) is een dochteronderneming van Google Inc. gevestigd in Mountain View (Californië). Het bedrijf produceert kleine satellieten die foto's met een hoge resolutie van de Aarde kunnen maken.
Het bedrijf is opgericht als Skybox Imaging in 2009 door Dan Berkenstock, Julian Mann, John Fenwick en Ching-Yu Hu.
In augustus 2014 werd het bedrijf overgenomen door Google Inc. voor $500 miljoen. Door de overname heeft Google de mogelijkheid om de satellietbeelden van Google Maps en Google Earth betrouwbaarder en actueler te maken. Google zal op termijn de satellieten kunnen gebruiken voor zijn Project Loon om internet in slecht bereikbare gebieden beschikbaar te maken.
In maart 2016 heeft het bedrijf zijn naam veranderd naar Terra Bella.